# Hiraea mutisiana
Hiraea mutisiana är en tvåhjärtbladig växtart som beskrevs av José Cuatrecasas. Hiraea mutisiana ingår i släktet Hiraea och familjen Malpighiaceae. Inga underarter finns listade i Catalogue of Life.